# Esqui cross-country nos Jogos Paralímpicos de Inverno de 2010 - Revezamento 3x2,5 km feminino
A competição revezamento 3x2,5 km feminino nos Jogos Paraolímpicos de Inverno de 2010 será disputada no Parque Paraolímpico de Whistler em 20 de março, às 10:00, hora de Vancouver.

## Medalhistas
|  | RUS Rússia                                      |  | UKR Ucrânia                                          |  | BLR Bielorrússia                                     |
|  | Maria Iovleva Mikhalina Lysova Liubov Vasilyeva |  | Olena Iurkovska Iuliia Batenkova Oleksandra Kononova |  | Larysa Varona Liudmila Vauchok Yadviha Skorabahataya |

## Resultados
| Pos.              | Nº | Atleta                                                                | Tempo   | Diferença |
| ----------------- | -- | --------------------------------------------------------------------- | ------- | --------- |
| Medalha de ouro   | 1  | RUS Rússia Maria Iovleva Mikhalina Lysova Liubov Vasilyeva            | 20:23.2 |           |
| Medalha de prata  | 3  | UKR Ucrânia Olena Iurkovska Iuliia Batenkova Oleksandra Kononova      | 20:42.7 | +19.5     |
| Medalha de bronze | 2  | BLR Bielorrússia Larysa Varona Liudmila Vauchok Yadviha Skorabahataya | 22:04.2 | +1:41.0   |
| 4                 | 6  | CAN Canadá Colette Bourgonje Robbi Weldon Jody Barber                 | 22:21.2 | +1:58.0   |
| 5                 | 4  | JPN Japão Shoko Ota Yurie Kanuma Momoko Dekijima                      | 22:21.5 | +1:58.3   |
| 6                 | 5  | POL Polônia Anna Mayer Arleta Dudziak Katarzyna Rogowiec              | 24:14.6 | +3:51.4   |

Legenda
| Recorde mundial      | Recorde mundial (World record)               |                       | Recorde africano                      | Recorde africano (African) |                                           | Q | Classificado por posição (Qualified) |
| Recorde olímpico     | Recorde olímpico (Olympic record)            | Recorde da América    | Recorde da América (Americas)         | q                          | Classificado por melhor tempo (Qualified) |   |                                      |
| Melhor marca do ano  | Melhor marca do ano (World leading)          | Recorde asiático      | Recorde asiático (Asian)              | DNS                        | Não largou (Did not start)                |   |                                      |
| Recorde nacional     | Recorde nacional (National record)           | Recorde europeu       | Recorde europeu (European)            | DNF                        | Não terminou (Did not finish)             |   |                                      |
| Recorde pessoal      | Recorde pessoal do atleta (Personal best)    | Recorde da Oceania    | Recorde da Oceania (Oceania)          | DSQ / DQ                   | Desclassificado (Disqualified)            |   |                                      |
| Recorde da temporada | Recorde da temporada do atleta (Season best) | Recorde sul-americano | Recorde sul-americano (South America) | NM                         | Sem marca (No mark)                       |   |                                      |